# Illicium henryi
Illicium henryi là một loài thực vật có hoa trong họ Schisandraceae. Loài này được Diels miêu tả khoa học đầu tiên năm 1900.